# Thám tử rời sân khấu
Thám tử rời sân khấu (tiếng Anh: Curtain: Poirot's Last Case hoặc Curtain) là một tiểu thuyết hình sự của nhà văn Agatha Christie được hãng Collins Crime Club xuất bản lần đầu tại Anh tháng 9 năm 1975. Đây là tiểu thuyết cuối cùng của Agatha Christie về nhân vật thám tử Hercule Poirot cũng như Arthur Hastings với bối cảnh là điền trang Styles, nơi từng diễn ra vụ án đầu tiên trong loạt truyện về Hercule Poirot. Tác phẩm này được Agatha Christie viết từ đầu thập niên 1940 trong thời gian Chiến tranh thế giới thứ hai với ý định làm đoạn kết cho toàn bộ loạt truyện về Hercule Poirot, nữ nhà văn giữ nó trong nhà băng suốt hơn 30 năm rồi mới cho ấn hành chỉ một năm trước khi bà qua đời.

## Nhân vật
- Hercule Poirot, thám tử người Bỉ. Đây là lần thứ hai Poirot đến Styles sau vụ án xảy ra từ rất nhiều năm trước đó. Poirot lúc này đã già yếu, bị bệnh thấp khớp hành hạ tới mức phải di chuyển bằng xe lăn, chỉ có bộ óc của ông là vẫn còn minh mẫn trong quan sát và phán đoán.
- Arthur Hastings, viên đại úy, người đồng hành với Poirot trong vụ điều tra ở Styles nhiều năm về trước. Nếu như ở lần đầu tới Styles, Hastings vẫn còn là người độc thân thì trong lần này, ông đã góa vợ và rơi vào cảnh cô độc vì không có đứa con nào sống bên cạnh.
- Judith Hastings, con gái út của Arthur Hastings. Tuy mới 21 tuổi nhưng Judith tỏ rõ ý muốn tự lập trong mọi chuyện, cô không thích phải nghe những lời khuyên của ông Arthur. Judith tới Styles để làm trợ lý cho tiến sĩ John Franklin trong các nghiên cứu về độc dược.
- John Franklin, tiến sĩ hóa sinh chuyên nghiên cứu về các độc dược. John là một nhà khoa học đúng nghĩa, tuy hậu đậu nhưng anh rất chú tâm vào công việc và rất khắt khe với người trợ lý Judith Hastings. John Franklin cũng là một người chồng rất quan tâm chăm sóc vợ, nhất là trong hoàn cảnh vợ anh là một người có thể chất ốm yếu.
- Barbara Franklin, người vợ ốm yếu của tiến sĩ John Franklin. Barbara là người yếu đuối cả về thể chất và tinh thần, cô thường xuyên phải có người khác chăm sóc và tâm lý thì cũng thay đổi liên tục trong ngày.
- Y tá Craven, hộ lý riêng của cô Barbara Franklin. Craven là một phụ nữ dễ nhìn, nghiêm túc trong công việc và kín đáo ít nói.
- William Boyd Carrington, bạn cũ của Barbara Franklin. Boyd Carrington là cựu tỉnh trưởng ở Ấn Độ nay quay về Anh để thừa hưởng gia tài do người chú để lại. Ông là một người hoạt bát, nóng tính và có vẻ là người yêu đời nhất trong toàn bộ số khách nghỉ tại Styles.
- Thiếu tá Allerton, một người đàn ông thích quan hệ lăng nhăng với phụ nữ.
- Stephen Norton, một người đàn ông chuyên quan sát chim. Norton tỏ ra là người dễ gần tuy thường xuyên lỡ lời trong các cuộc trò chuyện.
- Elizabeth Cole, một phụ nữ cô độc 35 tuổi. Cole là một phụ nữ có cách nói chuyện dễ chịu nhưng cô tỏ ra dị ứng khi mọi người đề cập tới chuyện lập gia đình.
- Đại tá Toby Luttrell, chủ nhân của nhà nghỉ Styles. Ông và vợ mua lại điền trang Styles từ tay John Cavendish với hy vọng kiếm được tiền trang trải tuổi già. Tuy từng là một người lính thiện chiến nhưng khi về hưu Toby Luttrell lại tỏ ra là một ông già nhút nhát thường xuyên bị vợ quát nạt.
- Bà Luttrell, người vợ chanh chua của đại tá Toby Luttrell. Bà mới là chủ nhân thực sự của nhà nghỉ Styles và thường xuyên tỏ ra là người tính toán chi ly cũng như hiếu thắng trong mọi chuyện.
- Curtiss, người hầu mới của Hercule Poirot sau khi ông thám tử cho người hầu lâu năm của mình là George nghỉ việc. Curtiss là người ít nói nhưng làm mọi việc rất chu đáo.

## Nội dung
Sau một thời gian dài bẵng tin, bất ngờ thám tử Hercule Poirot mời đại úy Hastings, nay đã là một người góa vợ, trở lại điền trang Styles, nơi hai người đã từng chung sức điều tra vụ án mạng bí ẩn xảy ra nhiều năm trước đó. Khi đến nơi Hastings mới biết rằng điền trang nay đã trở thành một nhà nghỉ tư của vợ chồng đại tá Luttrell, còn bản thân thám tử Poirot lừng lẫy một thời nay chỉ còn là một ông già ốm yếu bị bệnh viêm khớp hành hạ đến mức phải di chuyển bằng xe lăn và làm việc gì cũng phải có sự hỗ trợ của viên người hầu Curtiss.
Ngay ngày đầu tiên ở Styles, Poirot tiết lộ cho Hastings lý do thực sự ông mời viên đại úy tới Styles, đó là để một lần nữa giúp Poirot tìm ra tung tích một kẻ sát nhân dấu mặt mà Poirot gọi là X. Poirot đã nghiên cứu 5 vụ án mạng hoàn toàn khác nhau kể từ thủ phạm đến động cơ gây án và cách thức thực hiện, chúng chỉ có một điểm chung duy nhất là quá rõ ràng, không gây một nghi ngờ nào về tính chính xác của kết quả xét xử mặc dù không thể tìm được bằng chứng trực tiếp chứng minh hung thủ đã giết nạn nhân. Theo viên thám tử, nhân vật X này đã có dính líu tới cả năm vụ án bằng cách này hay cách khác, một sự trùng hợp quá vô lý nếu như X vô tội, hay nói cách khác nó chứng tỏ X là thủ phạm thực sự của cả năm vụ án mạng, một kẻ giết người hết sức tinh ranh chưa bao giờ để lại dấu vết. Và kẻ thủ ác X đó hiện đang có mặt tại Styles, bắt buộc Poirot phải ngăn chặn tội ác của hắn bằng ba cách, hoặc là cảnh báo trực tiếp X - điều có thể gây nguy hiểm cho tính mạng của chính viên thám tử mà chưa chắc đã ngăn được X phạm tội, hoặc là cảnh báo cho nạn nhân - điều gần như bất khả thi vì khó có khả năng nạn nhân sẽ tin vào lời cảnh báo đó, hoặc là suy đoán cách thức gây án của X để có thể ngăn chặn hắn phạm tội.
Tai nạn đầu tiên xảy đến với các vị khách ở Styles là việc đại tá Luttrell bắn nhầm bà vợ vì tưởng bà này là một con thỏ nấp trong bụi rậm. Rất may là bà Luttrell không chết và mối quan hệ của hai vợ chồng bà lại còn nồng ấm trở lại sau vụ việc, tuy nhiên theo Poirot thì rõ ràng vụ việc này do X sắp đặt bằng một cách nào đó, và "không may" cho hắn là ông Luttrell lại bắn trượt ở phút cuối. Người đầu tiên thiệt mạng vì X ở Styles là Barbara Franklin, cô trúng độc chết sau một buổi tiệc trà của vợ chồng Franklin với các vị khách ở Styles. Giám định pháp y và lời khai của chính Hercule Poirot cho thấy Barbara đã tự tử bằng loại thuốc độc do chồng cô, John Franklin đang nghiên cứu. Sau Barbara Franklin, đến lượt Stephen Norton chết bằng một viên đạn bắn chính giữa trán trong căn phòng khóa kín, chứng tỏ rằng ông ta rõ ràng đã tự tử. Khi Hastings thông báo tin Norton đã chết cho Poirot thì cuối cùng, chính viên thám tử lừng danh cũng qua đời vì một cơn đau tim đột ngột khi không có thuốc trợ tim ở bên.
Vài tháng sau, văn phòng luật sư đại diện cho thám tử Poirot gửi cho Hastings một lá thư của viên thám tử trong đó giải thích mọi sự kiện của vụ án cuối cùng này. Hóa ra X chính là Stephen Norton, con người dễ mến chỉ có niềm yêu thích duy nhất là ngắm các loài chim thực tế lại là kẻ có ham muốn giết người bệnh hoạn. Tuy luôn ham muốn chứng kiến các vụ giết người nhưng Norton lại sợ máu, hắn không muốn tự thực hiện các vụ án mà chỉ khai thác những điểm yếu về tâm lý của những người mà hắn quen, kích động ham muốn giết người trong họ và đưa họ tới chỗ thực hiện ham muốn đó. Ví dụ trong trường hợp ông Luttrell là ham muốn giải thoát khỏi bà vợ chanh chua luôn mồm quát nạt, hoặc trường hợp Barbara Franklin (chết do uống nhầm thuốc độc định đưa cho chồng) là ham muốn giải thoát khỏi ông chồng chỉ đam mê khoa học để tới với ngài Boyd Carrington giàu có và dễ tính. Cũng vì cách gây án tinh vi đó, Norton sẽ không bao giờ bị đưa ra trước công lý, và cách duy nhất để Poirot có thể ngăn chặn gã là phải chính tay giết gã. Thực tế ông thám tử già không ốm yếu như vẻ ngoài của mình, ông vẫn còn đủ sức lực để kết thúc vụ án cuối cùng của mình bằng việc chính tay giết Norton bằng một viên đạn bắn vào giữa trán, một dấu hiệu tương tự Dấu vết của Cain cho thấy Norton là kẻ thủ ác.